# 博羅韋 (羅基特涅區)
51°5′44″N 27°12′59″E / 51.09556°N 27.21639°E
博羅韋（烏克蘭語：Борове）是位於烏克蘭西北部里夫內州裏薩爾內區的村莊，始建於1545年，面積90.35平方公里，海拔高度187米，2001年人口1,822，人口密度每平方公里20.17人。